# Galianthe dichotoma
Galianthe dichotoma là một loài thực vật có hoa trong họ Thiến thảo. Loài này được (Willd. ex Roem. & Schult.) E.L.Cabral & Bacigalupo mô tả khoa học đầu tiên năm 1997.